# Abu Ali Mustafa
Abu Ali Mustafa (en árabe: أبو علي مصطفى) (Arraba (Yenín), Mandato británico de Palestina, 14 de mayo de 1938-Al Bireh, Estado de Palestina, 27 de agosto de 2001) fue un militante palestino que se desempeñó como Secretario General del Frente Popular para la Liberación de Palestina (FPLP) desde julio de 2000, hasta que fue muerto por las fuerzas armadas israelíes, las FDI, en un asesinato selectivo, el 27 de agosto de 2001. Abu Ali Mustafa fue sucedido como Secretario General por Ahmad Sadat, posteriormente el FPLP cambió el nombre de su brazo armado en los territorios palestinos ocupados y adoptó el nombre de Brigadas de Abu Ali Mustafa. Abu Ali fue el Secretario General del Frente Popular para la Liberación de Palestina (FPLP).

## Biografía
Mustafa Zabri nació en 1938, en la ciudad de Arraba, en el norte de Cisjordania y era hijo de un granjero. En 1955, Abu Ali se unió al Movimiento Nacionalista Árabe (MNA) y dos años más tarde fue arrestado por las autoridades jordanas por sus actividades políticas, tras su liberación en 1961, se hizo cargo de las operaciones militares del MNA en el norte de Cisjordania. Tras la captura de Cisjordania por las Fuerzas de Defensa de Israel en la Guerra de los Seis Días, Abu Ali Mustafa abandonó Cisjordania y pasó 32 años principalmente en Damasco y Jordania. 
Abu Ali Mustafa se unió a George Habash y otros miembros de izquierda del MNA, para establecer el Frente Popular para la Liberación de Palestina (FPLP) marxista-leninista en 1967 y se convirtió en un miembro destacado de la nueva organización. También fue un miembro destacado de la Organización para la Liberación de Palestina y llegó a ser miembro de su Comité Ejecutivo gobernante. Durante mucho tiempo fue adjunto de la dirección del FPLP de Habash. En septiembre de 1999 regresó a Cisjordania en virtud de un acuerdo alcanzado entre Yasser Arafat y el entonces Primer Ministro de Israel, el judío Ehud Barak. 
En julio de 2000, Abu Ali fue elegido nuevo secretario general del FPLP después de que Habash se jubilara. El FPLP ha sido designado como una organización terrorista por Israel y por algunos estados occidentales. Israel responsabilizó personalmente a Mustafa de 10 ataques diferentes realizados con coches bomba perpetrados por el FPLP, durante su mandato como secretario general (en Jerusalén, Or Yehuda, Yehud y Haifa) y varios tiroteos. 
Abu Ali Mustafa fue eliminado con un misil AGM-114 Hellfire, disparado desde un helicóptero artillado Boeing AH-64 Apache israelí, a través de la ventana de su oficina, mientras estaba sentado en su escritorio, en la ciudad de Al Bireh, en un asesinato selectivo, el 27 de agosto de 2001. Posteriormente, el ministro de Turismo israelí, el judío Rehavam Zeevi, fue asesinado, el 17 de octubre de 2001, por Hamdi Quran, un miembro del FPLP, en venganza por el asesinato de Abu Ali Mustafa. Zeevi había sido un firme partidario de que Israel llevara a cabo asesinatos selectivos de militantes palestinos. 
Abu Ali Mustafa defendía la lucha armada para lograr el retorno de los refugiados palestinos y la liberación nacional del pueblo palestino. En una entrevista realizada con el canal de televisión catarí Al-Jazeera, poco antes de su muerte, Abu Ali repitió su creencia de que el pueblo palestino tiene derecho a luchar por todos los medios, incluida la lucha armada. Abu Ali rechazó la posibilidad de llegar a un acuerdo de paz con Israel.